# Parque Estadual Mata São Francisco
O Parque Estadual Mata São Francisco é uma unidade de conservação situada nos municípios brasileiros de Cornélio Procópio e Santa Mariana, no estado do Paraná. A unidade de conservação, com área de 832,58 hectares, foi criada pelo Decreto Estadual nº 4333 de 5 de dezembro de 1994.

## Ligações Externas
- Página Oficial do Instituto Ambiental do Paraná